# King Abdullah University of Science and Technology
(Re Abd Allah dell'Arabia Saudita)
King Abdullah University of Science and Technology (KAUST) (in arabo جامعة الملك عبد الله للعلوم والتقنية‎?, jāmiʿat al-malik ʿabd al-Lāh li-l-ʿulūm wa-t-teqniyya) è un'università privata situata a Thuwal, Arabia Saudita. Fondata nel 2009, l'università offre programmi post laurea (laurea magistrale, PhD, PostDoc,...) tutti tenuti in inglese, lingua ufficiale dell'istituzione.
Il KAUST è il primo campus universitario, in Arabia Saudita, ad ammettere sia donne che uomini. Nel 2013, l'università, è entrata a far parte della lista dei 500 centri al mondo con il più alto tasso di velocità di crescita, in termini di impatto di ricerca e citazioni. Nel Nature Index Rising Stars 2016 l'università si colloca al diciannovesimo posto per ricerca di alta qualità. Nel 2019 ottiene l'ottavo posto fra le giovani (nate da meno di 50 anni) università ad altissima velocità di crescita, grazie ai risultati ottenuti nella ricerca sin dal 2015.